# Calochortus vestae
Calochortus vestae är en liljeväxtart som först beskrevs av Carlton Elmer Purdy, och fick sitt nu gällande namn av Alfred Russel Wallace. Calochortus vestae ingår i släktet Calochortus och familjen liljeväxter. Inga underarter finns listade.

## Bildgalleri

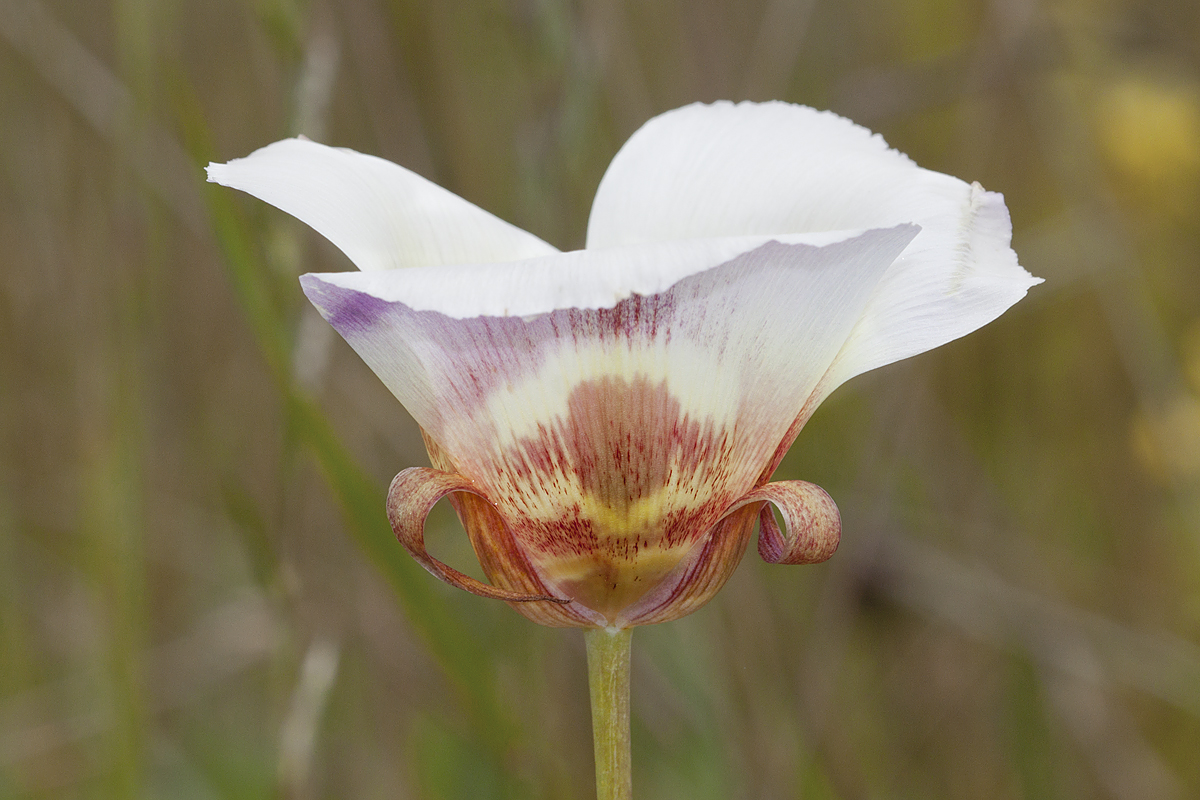
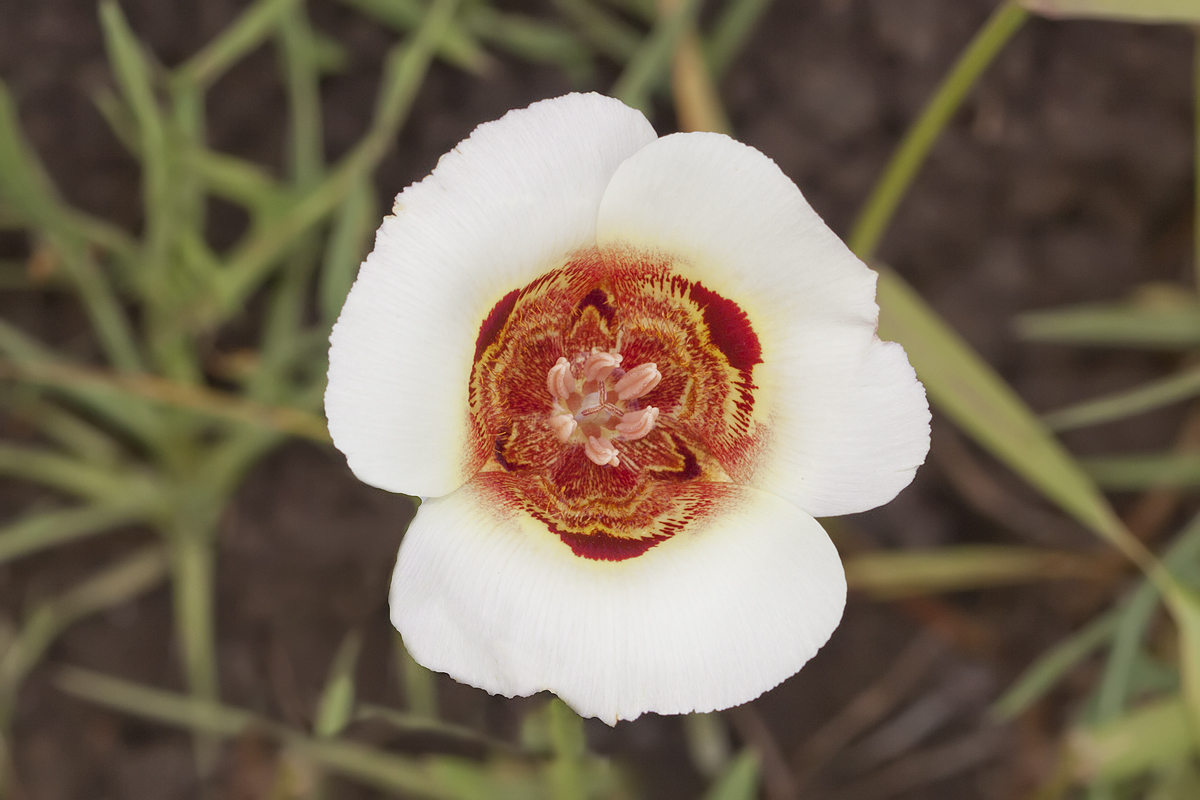
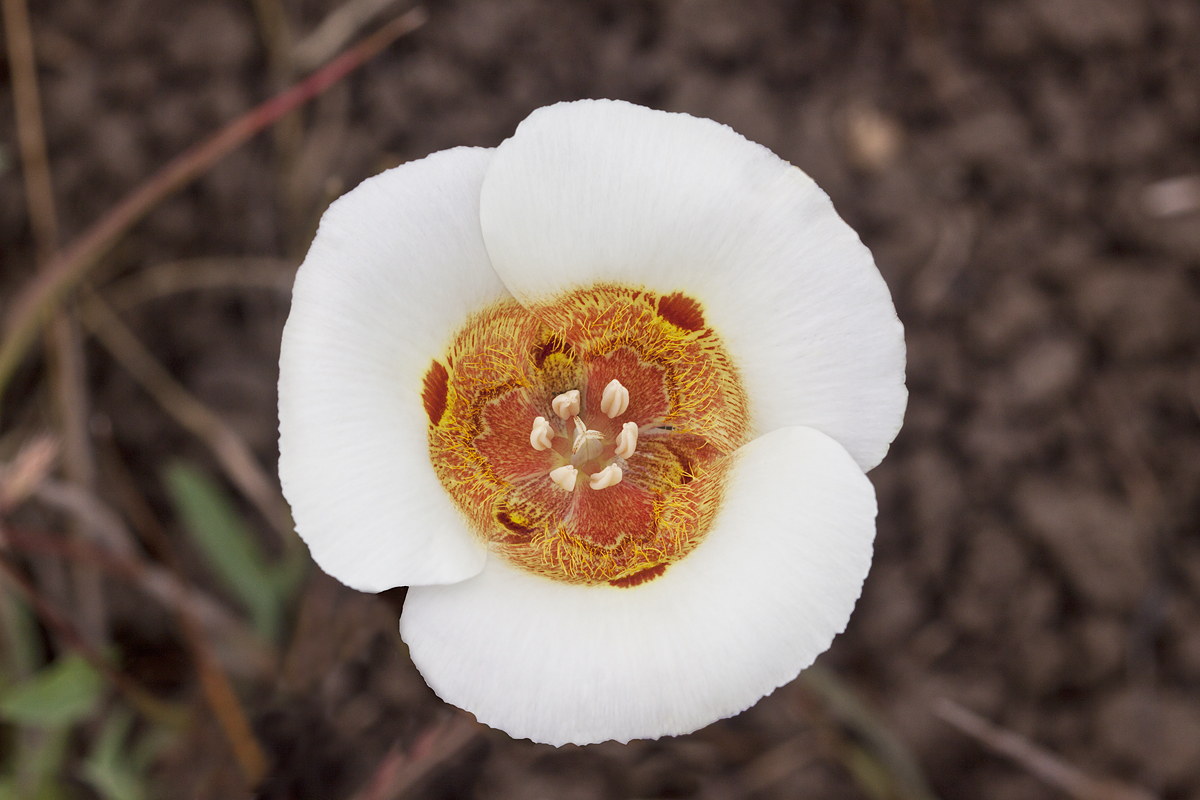